# Leandro Morgalla
Leandro Morgalla (* 13. September 2004 in Biedenkopf) ist ein deutscher Fußballspieler. Er steht als Leihspieler des FC Red Bull Salzburg beim VfL Bochum unter Vertrag.

## Karriere
Morgallas Eltern zogen nach München, als er vier Jahre alt war. Er spielte zunächst im Nachwuchs der SpVgg Unterhaching Fußball, bis er 2014 an die Grünwalder Straße in München-Giesing wechselte und beim TSV 1860 ab der U11 die Mannschaften des Nachwuchsleistungszentrums durchlief.
2020 gehörte er der U17 an und bestritt alle fünf Spiele in der B-Junioren-Bundesliga, bevor die Spielzeit aufgrund der COVID-19-Pandemie abgebrochen wurde. Im Sommer 2021 rückte Morgalla in die A-Jugend der Junglöwen auf, die in der U19-Bayernliga den Wiederaufstieg in die A-Junioren-Bundesliga anvisierte. Am 11. August gab er sein Debüt in der Profimannschaft, als er beim Toto-Pokalspiel beim SV Birkenfeld in der Startelf stand. Er spielte über die volle Distanz in der Innenverteidigung, ebenso wie beim Zweitrundenspiel beim BSC Saas Bayreuth eine Woche später.
Am 21. August stand er erstmals bei einem Drittligaspiel im Kader. Es folgten drei weitere Nominierungen für den Spieltagskader, zum Einsatz kam er aber nicht. Ab Mitte September nahm er vorerst nicht mehr am Training der Profimannschaft teil, Profitrainer Michael Köllner gab an, dass sich Morgalla zunächst auf seine Ausbildung konzentrieren solle.
Die U19 der Sechzger schloss die einfache Runde der Vereine im südlichen Gebiet des BFV ohne Punktverlust ab, Morgalla bestritt aber nur drei Spiele im September. Zu dieser Zeit kam er auch zu seinem ersten Ligaeinsatz im Erwachsenenfußball, als er am 22. September beim Bayernligaspiel von 1860 II gegen Hallbergmoos kurz vor Schluss eingewechselt wurde. Nachdem er die folgenden Wochen verletzungsbedingt hatte pausieren müssen, folgte ein weiterer Einsatz für die kleinen Löwen in der Bayernliga. Im Dezember wurde er für ein Vier-Nationen-Turnier in Israel ins Aufgebot der deutschen U18-Nationalmannschaft berufen, er kam dort in allen drei Spielen zum Einsatz. Nach der Winterpause nahm er wieder regelmäßig am Trainingsbetrieb des Profikaders teil. 
Am 30. Januar 2022 gab er sein Debüt in der 3. Liga, als er in der Schlussphase der Partie beim FC Viktoria Köln eingewechselt wurde, die die Löwen aufgrund von Coronamaßnahmen stark ersatzgeschwächt bestritten. Nachdem er bereits gegen Ende der Saison 2021/2022 vermehrt zum Einsatz kam, konnte er sich zu Beginn der Saison 2022/2023 als Stammspieler in der Verteidigung etablieren. In besagter Spielzeit absolvierte er 31 Drittligapartien für die Münchner.
Zur Saison 2023/24 wechselte Morgalla dann zum österreichischen Bundesligisten FC Red Bull Salzburg, bei dem er einen bis Juni 2028 laufenden Vertrag erhielt. In Salzburg sollte er aber zunächst für das zweitklassige Farmteam FC Liefering spielen. In zwei Jahren in Salzburg kam er zu 19 Einsätzen für die erste Mannschaft in der Bundesliga, für Liefering lief er fünfmal in der 2. Liga auf.
Zur Saison 2025/26 kehrte Morgalla leihweise nach Deutschland zurück und schloss sich dem Zweitligisten VfL Bochum an.